# 聖ヶ丘
聖ヶ丘（ひじりがおか）は、東京都多摩市の地名。現行行政地名は聖ヶ丘一丁目から聖ヶ丘五丁目。郵便番号は206-0022。

## 地理
多摩市丘陵部に多摩ニュータウンの第4住区として造成された地域にあたる。開発主体者は旧住宅・都市整備公団で集合住宅と戸建て住宅双方で構成され、聖ヶ丘一丁目には都営住宅や土地区画整理事業地区が存在するが、二・三・四・五丁目も用地の用途面積比では戸建て住宅主体として計画されている。広い面積を持つ公園を複数擁した環境が特色で、植栽を伴う歩行者専用道路「聖ヶ丘遊歩道」が住宅地を南北に貫いており、南に配置した「多摩東公園」「馬引沢南公園」から、北に配置した「大谷戸公園」までを結び、その中途に小・中学校等の学校施設及び「近隣センター」が配置されている。この「近隣センター」内には住民サービスを行う商業・医療施設と図書館施設等を含むコミュニティセンター「ひじり館」がある。
聖ヶ丘三丁目にはニュータウン開発以前からの住宅地「東部団地」を包含しており、近隣には「都立桜ヶ丘公園」や「聖ヶ丘緑地」（聖ヶ丘公園含む）を配置している。自然環境が多くが残されているため、タヌキなどの野生動物が生息している。
聖ヶ丘四丁目にある「多摩大学」および付属高校に隣接して、多摩市における最高標高地点となる「天王森公園」（東京100景）があり、ここからはスタジオジブリ作品のアニメ『耳をすませば』の舞台桜ヶ丘や富士山を眺望することができる。また矢沢あい先生の「天使なんかじゃない」の舞台になった場所で昔のファンなどが憧れで引っ越し、若い世代などからの支持が熱く高級住宅街で知られている。また漫画家の氷栗優も5年前まで住んでいた。

## 歴史
旧大字連光寺丘陵部（一部は大字関戸の飛び地）の山林高台に多摩ニュータウンの第4住区として造成され、1984年に入居を開始した新住宅市街地開発事業区域である。
「聖ヶ丘」の命名者は、篠塚英雄氏。
2010年、商店街のスーパーいなげやが撤退を表明。けやき書房の店長を中心として、各自治会長を会員とした「近隣センターを考える会」を立ち上げ、いなげやの撤退延期と誘致に対応した。結果、ユアーズがいなげやを引き継ぐ事となり、2011年4月にオープンしたが、半年で撤退。その後も活動を続け、2013年9月、「ビッグ・エー」を誘致、営業を開始した。2014年7月から駐車場の増設工事が行われている。
2015年7月　聖ヶ丘近隣センター広場に設置されている多摩市広報課の掲示板について、老朽化・広場の効率化を図る為、ビッグ・エー駐車場に面する場所へ移設工事が行われる。これにより、盆踊りなどの際には広場のより有効的な活用が可能となる。

## 世帯数と人口
2018年（平成30年）1月1日現在の世帯数と人口は以下の通りである。
| 丁目         | 世帯数    | 人口    |
| ------------ | --------- | ------- |
| 聖ヶ丘一丁目 | 855世帯   | 1,912人 |
| 聖ヶ丘二丁目 | 845世帯   | 1,876人 |
| 聖ヶ丘三丁目 | 949世帯   | 2,190人 |
| 聖ヶ丘四丁目 | 299世帯   | 749人   |
| 聖ヶ丘五丁目 | 33世帯    | 103人   |
| 計           | 2,981世帯 | 6,830人 |

## 小・中学校の学区
市立小・中学校に通う場合、学区は以下の通りとなる。
| 丁目         | 番地             | 小学校               | 中学校               |
| ------------ | ---------------- | -------------------- | -------------------- |
| 聖ヶ丘一丁目 | 1番地 23～36番地 | 多摩市立連光寺小学校 | 多摩市立聖ヶ丘中学校 |
| 聖ヶ丘一丁目 | その他           | 多摩市立聖ヶ丘小学校 | 多摩市立聖ヶ丘中学校 |
| 聖ヶ丘二丁目 | 全域             | 多摩市立聖ヶ丘小学校 | 多摩市立聖ヶ丘中学校 |
| 聖ヶ丘三丁目 | 全域             | 多摩市立聖ヶ丘小学校 | 多摩市立聖ヶ丘中学校 |
| 聖ヶ丘四丁目 | 全域             | 多摩市立聖ヶ丘小学校 | 多摩市立聖ヶ丘中学校 |
| 聖ヶ丘五丁目 | 全域             | 多摩市立聖ヶ丘小学校 | 多摩市立聖ヶ丘中学校 |

## 交通

### 道路
- 鎌倉街道　　［イチョウ］
- 乞田川側道　　［サクラ］
- 都道19号枝支線　　［ユリノキ］
- ひじり坂　　［シラカシ］
- 馬引沢北通り　　［モミジバフウ］
- 聖ヶ丘通り（東部団地）
- 聖ヶ丘学園通り　　北部［トチノキ］・南部［ハナノキ］
- 南多摩尾根幹線　　［ケヤキ］
- 歩行者専用道路（聖ヶ丘さんぽ道）

### 橋梁
- 熊野橋（乞田川）
- 南田橋（乞田川）
- 馬引沢橋（乞田川）
- 聖ヶ丘橋（都立桜ケ丘公園横断陸橋）
- 天王橋（道路立体交差跨線橋）
- 歩行者専用道路橋（弓の橋・剣橋・ひじり中央橋・おもいで橋・ひじり坂歩道橋・ふたて橋ほか多数存在）

## 施設
- ひじり館（聖ヶ丘コミュニティセンター、聖ヶ丘図書館、聖ヶ丘学童クラブ）
- 多摩聖ヶ丘郵便局（聖ヶ丘近隣センター）
- 多摩中央警察署聖ヶ丘駐在所（聖ヶ丘近隣センター）
- 聖ヶ丘給水所（東京都水道局連光寺配水場）
- 多摩市立聖ヶ丘小学校(2014年　30周年式典)
- 多摩市立聖ヶ丘中学校(2014年　30周年式典)
- 私立多摩大学附属聖ヶ丘中学・高等学校
- 多摩大学
- 東京都立多摩桜の丘学園
- 聖ヶ丘病院
- 揚心館・総合武道本部（空手道、キックボクシング、合気道、多摩市武道空手道スポーツ少年団）
- けやき書房ほか専門店（聖ヶ丘近隣センター）
- 24時間営業のスーパー　Big-A

公園（分類）（所在地）
- 打越緑地（都市緑地）　聖ヶ丘1丁目2番地
- 丘の上公園（街区公園）　聖ヶ丘1丁目27番地
- 聖ヶ丘第1児童公園（街区公園）　聖ヶ丘1丁目16番地
- 聖ヶ丘第2児童公園（街区公園）　聖ヶ丘2丁目53番地
- 聖ヶ丘公園（街区公園）　聖ヶ丘3丁目31番地
- 聖ヶ丘緑地（都市緑地）　聖ヶ丘3丁目49番地ほか
- 馬引沢南公園（近隣公園）　聖ヶ丘4丁目22番地
- 多摩東公園（地区公園）　諏訪4丁目9番地≪聖ヶ丘隣接≫

- 大谷戸公園（近隣公園）　連光寺5丁目17番地≪聖ヶ丘隣接≫

- 桜ヶ丘公園（都立公園）　連光寺5丁目1番地ほか≪聖ヶ丘隣接≫

- 天王森公園（近隣公園）　連光寺6丁目19番地≪聖ヶ丘隣接≫

＊注＝多摩市の区分では街区公園を児童公園に位置づけている。